# Мартинов Андрій Васильович
Андрій Васильович Мартинов (нар. 17 вересня 1965) — радянський, туркменський та російський футболіст, захисник. Виступав за збірну Туркменістану.

## Життєпис
Розпочинав грати в Ашгабаті, перший тренер — І. Григорянц. Професіональну кар'єру розпочинав у клубі «Динамо» із Самарканда. Далі грав у ашхабатському «Колгоспчі», який згодом перейменували на «Копетдаг», за який провів 205 матчів та відзначився 10-ма голами. У 1992 році після розпаду розпаду СРСР перейшов до московського «Торпедо», у складі якого провів 1 матч у Кубку УЄФА. 1993 року повернувся до «Копетдагу». Далі грав у грозненському «Ерзу». У 1995 році перебрався до клубу Першої російської ліги до ярославльського «Шинника», де став основним гравцем команди, у складі якого домігся права виступати у Вищому дивізіоні й відзначився там 1 забитим м'ячем. Далі грав в омському «Іртиші», у «Чкаловці» та в «Спартаку-Орехово». Завершував професіональну кар'єру в братському «Сибіряку».

## Досягнення
- Вища ліга Туркменістану
  -  Чемпіон (1): 1993